# 三凹狼蛛
三凹狼蛛（学名：Lycosa trifoveata）为狼蛛科狼蛛属的动物。在中国大陆，分布于汕头等地。